# 1717 en architecture
| Années de l'architecture : 1714 - 1715 - 1716 - 1717 - 1718 - 1719 - 1720    |
| Décennies de l'architecture : 1680 - 1690 - 1700 - 1710 - 1720 - 1730 - 1740 |

Cet article présente les faits marquants de l'année 1717 en architecture.

## Réalisations
- 10 juillet : Début de la construction de la basilique de Superga à Turin.

- Début de la construction au Portugal du couvent royal de Mafra, confiée à l’architecte allemand Ludovice (1717-1730).
- The Wayside, future demeure de Nathaniel Hawthorne, est construite aux États-Unis.

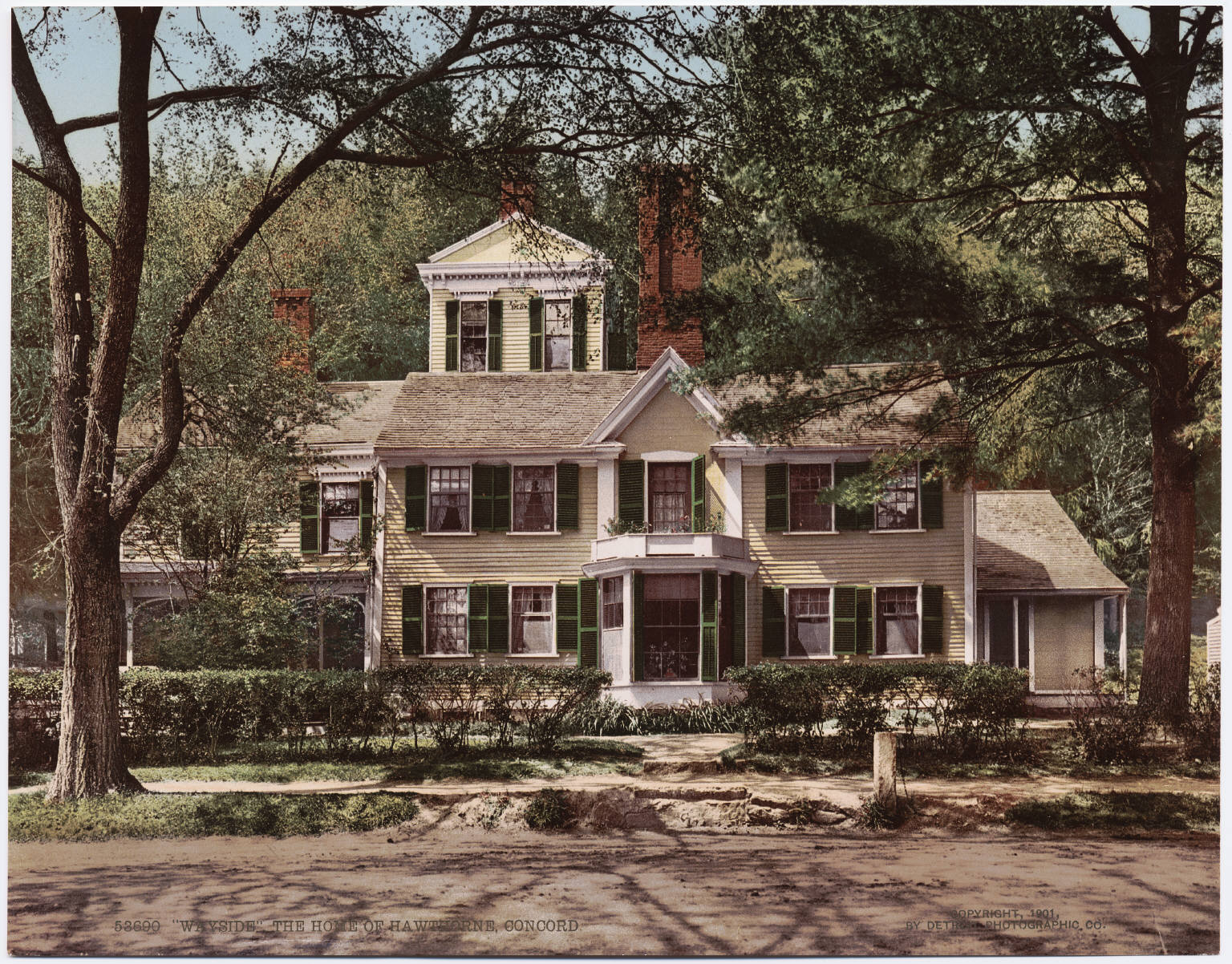
The Wayside, carte postale (entre 1897 et 1924).

- Au Japon, sur la pente la plus douce du mont Fuji, le sanmon (porte monumentale) du temple Taiseki-ji est construite avec les donations de Tenneiin, la femme du sixième Shogun Tokugawa Ienobu.

## Événements
- x

## Décès
- x